# 欧特勒库尔和普龙
欧特勒库尔和普龙（法語：Autrecourt-et-Pourron，法語發音：[otʁəkuʁ e puʁɔ̃]）是法国大東部大區阿登省的一个市镇，属于色当区。该市镇于1827年由原市镇欧特勒库尔（Autrecourt）和普龙（Pourron）合并而成。

## 地理
欧特勒库尔和普龙（49°36'44"N, 5°1'47"E）面积12.04 平方千米，位于法国大東部大區阿登省，该省份为法国北部内陆省份，西接埃纳省，南至马恩省，东临默兹省，北与比利时接壤。
与欧特勒库尔和普龙接壤的市镇（或旧市镇、城区）包括：阿罗库尔、罗库尔和弗拉巴、维莱德旺穆宗、永克、穆宗。

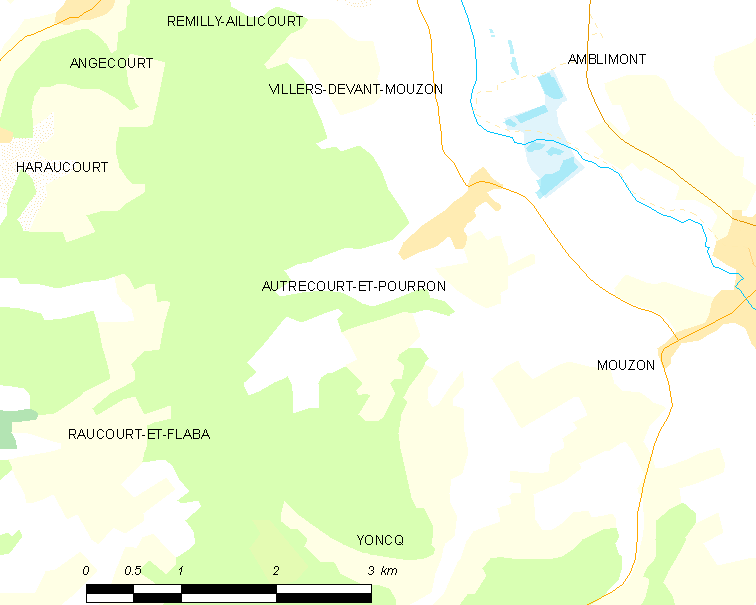
欧特勒库尔和普龙的OSM定位图

欧特勒库尔和普龙的时区为UTC+01:00、UTC+02:00（夏令时）。

## 行政
欧特勒库尔和普龙的邮政编码为08210，INSEE市镇编码为08034。

## 政治
欧特勒库尔和普龙所属的省级选区为卡里尼昂县。

## 人口

1962-2008年间欧特勒库尔和普龙人口变化图示

欧特勒库尔和普龙于2022年1月1日时的人口数量为338人。